# 本因妙大本尊
本因妙大本尊とは、本門正宗の御本尊である。
日蓮大聖人が人類救済を旨に自らの魂魄を方(いた)に刻み留め造立した本尊である。
そこに刻み込まれた「本門の題目」には、生命を正しく整える波動(リズム)が秘められており、
衆生の一切の悪因縁を絶ち、終世に一切の至福をもたらす事の出来る大法が秘められているといわれています。
この「本因妙大本尊」様と境地冥合する事で、自然と本門の戒・定・慧が身に具わる教えです。
- 「戒」とは、身・口・意の三業の悪を止め非を防ぐはたらき。
- 「定」とは、生命の実相を邪念なく自然と具えるはたらき。
- 「慧」とは、佛の智慧のはたらき。を持つと示されています。